# S-300ロケット
S-300ロケットとは旧東京大学宇宙航空研究所(ISAS)（現宇宙航空研究開発機構宇宙科学研究所）がIX計画において開発した観測ロケットである。また、同ロケットのプロトタイプであるPT-300ロケットについてもこの項で記述する。

## 概要
国立極地研究所の南極観測用として、S-210ロケットと並行して開発されたのがS-300ロケットである。プロトタイプであるPT-300ロケットは1966年（昭和41年）に正常に飛翔し、高度160kmに到達した。この成功を受けてS-300ロケットは製作され、1号機から3号機まで3機が1969年（昭和44年）に飛翔したが、その内2機に燃焼中の機体に異常が発生した。異常の原因については、ピッチ・ロール共振によって迎え角が異常に増大したことが有力であると推測された。大気中を飛翔中から積極的にスピンをかけることで共振を回避する方策が考案され、請負業者を日産自動車、日本油脂に変更してS-310ロケットが開発されることとなった。
製造は三菱重工業、ダイセルが行った。

## 諸元
PT-300
- 全長：6,487.5mm
- 直径：300mm
- 全備重量：668.9kg
- 搭載重量：32.2kg
- 到達高度：160km

S-300
- 全長：6.5m
- 直径：300mm
- 全備重量：660kg
- 搭載重量：55kg（構造部含）
- 到達高度：160km

## 飛翔実績
| 番号     | 飛翔日時(JST) | 飛翔日時(JST) | 飛翔日時(JST) | 場所 | 到達高度 | 実験内容     |
| -------- | ------------- | ------------- | ------------- | ---- | -------- | ------------ |
| PT-300-1 | 1966年        | 11月4日       | 11:05         | KSC  | 160km    | 飛翔性能試験 |
| S-300-1  | 1969年        | 1月9日        |               | KSC  |          |              |
| S-300-2  | 1969年        | 8月24日       |               | KSC  |          |              |
| S-300-3  | 1969年        | 9月8日        |               | KSC  |          |              |